# خیدا کانگایوا
«خیدا» یا هدا کانگایوا (Kheda Kungayeva) دختر مسلمان چچنی، که در ۲۸ مارس سال ۲۰۰۰ میلادی توسط نظامیان روسی به شکل بی‌رحمانه‌ای به قتل رسید، او در هنگام مرگ تنها ۱۸ سال داشت. از نتیجه کالبد شکافی واضح شد که وی ساعاتی قبل از مرگش توسط نظامیان روس مورد تجاوز قرار گرفته. وی به نماد و نمونه‌ای از خشونت ارتش روسیه در چچن تبدیل گردیده‌است.

## واقعهٔ ۲۷ مارس
در ۲۷ مارس ۲۰۰۰ حدود نیمه شب عده‌ای از نظامیان روس وارد روستایی واقع در جمهوری چچن شدند. در این میان سرهنگ یوری بودانف ۳۷ ساله با تعدادی از سربازان خود، وارد خانهٔ خیدا کانگایوا شدند و به شکل بی رحمانه‌ای وی را از منزل بیرون کردند. به گفتهٔ پدر دختر، زمانی که به منزل وی حمله کردند، سرهنگ بودانف مست بوده.

## نحوهٔ قتل
پس از اینکه سربازان روس دختر را از منزلش بیرون بردند. او را به پایگاه نظامیان روس در چند کیلومتری روستا منتقل کردند و سرهنگ بودانف دختر را به خیمهٔ خود برد و پس از تجاوز به او، با دستانش وی را خفه کرد. سپس در صبح ۲۸ مارس، سرهنگ بودانف با کمک سه نفر از دوستانش، جنازهٔ دختر را در جنگل‌های نزدیک پایگاه خاک کردند.
در همان روز خانوادهٔ خیدا با دو نفر از فعالان حقوق بشر به پایگاه نظامیان روس می‌رسند در آنجا دو سرباز روس به آنها می‌گویند که دخترشان مرده. سرانجام ژنرال ارشد پایگاه، دستور تحویل جنازهٔ دختر به خانواده اش را صادر می‌کند.
طبق گزارش پزشکی قانونی، آثار ضربه و کبودی بر گلو، چشم راست و سینهٔ سمت چپ دختر به وضوح دیده می‌شود. هم چنین پزشکی قانونی اعلام کرد که ساعاتی قبل از مرگ او، شی یا وسیله ا ی را با زور به درون مقعد و مهبل وی وارد کرده‌اند.
با اینکه تعدادی دیگر از نظامیان روس نیز در قتل خیدا کانگایوا دست داشتند؛ ولی تنها سرهنگ بودانف در قتل وی متهم شناخته شد. وکلای بودانف استدلال می‌نمودند که متهم جنایت را در جریان یک «حمله روحی زودگذر» انجام داده است و یک دادگاه نظامی در سال ۲۰۰۲ بوودانف را در برابر قتل غیرمسؤل اعلام داشت. مدتی بعد وکیلی به نام استانیسلاو مارکلوف وکالت خانوادهٔ کانگایوا را برعهده گرفت، وی پروندهٔ قتل را به دادگاه عالی روسیه ارسال کرد و خواستار محاکمهٔ یوری بودانف شد. سرانجام پس از تلاش‌های مارکلوف، در سال ۲۰۰۳ یوری بودانف در قتل خیدا کانگایوا گناهکار شناخته و به ده سال حبس محکوم شد.

## آزادی قاتل خیدا کانگایوا
با اینکه محکومیت ده سالهٔ بودانف هنوز به اتمام نرسیده، ولی وی در ۱۵ ژانویه ۲۰۰۹ آزاد شد که باعث اعتراض فعالان حقوق بشر و خانوادهٔ خیدا گردید. استانیسلاو مارکلوف وکیل خانوادهٔ کانگایوا نیز در ۱۹ ژانویه در مسکو توسط فردی ناشناس به ضرب گلوله به قتل رسید.